# Midões (Tábua)
Midões es una freguesia portuguesa del concelho de Tábua, con 19,98 km² de superficie y 1.757 habitantes (2001). Su densidad de población es de 87,9 hab/km².